# Калашники (Полтавський район)
Кала́шники — село в Україні, у Мачухівській сільській громаді Полтавського району Полтавської області. Населення становить 468 осіб. До 2020 орган місцевого самоврядування — Калашниківська сільська рада.

## Географія
Село Калашники знаходиться за 4,5 км від лівого берега річки Полузір'я, примикає до села Сердюки, за 0,5 км від сіл Малі Козуби, Михайлики, Писаренки та Клименки.

## Історія
Назва села Калашники, очевидно, походить від прізвища за професійною ознакою від назви фаху тих, хто випікав калачі — калачники, пізніше калашники.
На старій карті триверстовці Ф. Ф. Шуберта 1846 р. позначені хутори Калашники, Сердюки, Клименки, Надлиповка (пізніші Підлепичі). Очевидно дата заснування хутора Калашники більш давня. Хутір Калашники згадується і в інших історичних джерелах XVIIІ століття.
Одним із перших власників Калашників був сотник першої полтавської сотні Михайло Старицький. Через сто років власником деяких калашниківських хуторів був дідич Петро Федорович Сахновський.
У 1858 році землевласниками хуторів навколо Калашниківськів були: Велика княгиня Олена Павлівна, генерал-лейтенант Олександр Михайлович Тимашевський, генерал-ад'ютант Іван Михайлович Корба. Один із хуторів поблизу Калашників називався прізвищем колишнього землевласника — Корби. За часів Російської імперії тут були володіння й інших дворян: Василя Ночового, Михайла Федоровича Манька, Олександри Василівни Дякової, О. В. Старицького, П. Ф. Сахновського, колезького асесора В. Г. Северина, секретаря Ю. Д. Старицького, козака А. А. Ладура, дружини колезького асесора Марії Сердюк та ін..
У 1859 р. на Калашниківських хуторах було 34 козацьких двори де налічувалось 200 жителів.
У 1900 р. у Калашниках Мачуської волості Полтавського повіту було 26 дворів та налічувався 171 житель, діяла церковно-парафіяльна школа .
У 1910 р. у Калашниках було 35 дворів і проживало 222 жителі.
Після поразки Української національно-визвольної революції, у кінці листопада 1919 року приполтавську територію окуповано ордою більшовицької Росії та встановлено окупаційну владу російських більшовиків.
З 1782 по 1923 роки Калашники належали до Полтавського повіту Мачухівської волості.
З 1923—1926 роки за існування Мачухівського району, Калашниківська сільська рада відносилась до Мачуського райвиконкому. У травні 1959 року Калашниківську сільську раду приєднано до Мачухівської сільської ради Полтавського району..
У 1926 р. у Калашниках було 34 двори та проживало 178 жителів.
З 1929 року на території сільради створено колгоспи: імені Калініна, ім. Лобача, «Червоної міліції».. У 1930 р. у Калашниках створено колгосп «Червоний партизан».
У 1950 році усі колгоспи на Калашниківській території були об'єднані в один колгосп імені Воровського.
Під час штучних голодоморів у 1932—1933 та 1946—1947 років, організованих окупаційною владою російських більшовиків, у селі люди помирали від голоду. У «Національній книзі пам'яті жертв голодомору 1932—1933 років в Україні» інформація про кількість померлих від голоду відсутня, тобто не встановлена. Але у навколишніх селах, зокрема у Великих Козубах, за свідченням жительки Калашників Калага Анни Олександрівни (1911 р. н.), яка в часи голодомору жила у хуторі Великі Козуби, тоді померло багато людей. Тодішня окупаційна влада ретельно приховувала свій злочин проти людства.
За період німецької окупації з 15.09.1941 по 23.09.1943 років з Калашників вивезено на примусові роботи до Німеччини 4 жителів. Німецькі окупанти повністю спалили підпорядковані Калашниківській сільській раді хутори Віхтишина Долина, Корби, Матяші, Тишпки.
З фронтів Другої світової війни у село не повернувся 161 житель.
У післявоєнний час в Калашниках діє середня школа, дитячий садок, клуб, бібліотека, краєзнавчий музей.
З 1975 по 2020 роки с. Калашники були адміністративним центром Калашниківської сільської ради, до якої входили села Гвоздиківка, Клименки, Малі Козуби, Михайлики, Писаренки, Підлепичі, Сердюки, Твердохліби.
У 2020 році село увійшло до складу Мачухівської об'єднаної територіальної громади Полтавського району.
За даними перепису 2001 року населення села становило 468 осіб.
12 червня 2020 року, відповідно до розпорядження Кабінету Міністрів України № 721-р «Про визначення адміністративних центрів та затвердження територій територіальних громад Полтавської області», село увійшло до складу Мачухівської сільської громади.
19 липня 2020 року, в результаті адміністративно — територіальної реформи та ліквідації Полтавського району(1925—2020, село увійшло до складу новоутвореного Полтавського району.

## Об'єкти соціальної сфери
- Школа І-ІІІ ст.